# Филатов, Василий Павлович
Васи́лий Па́влович Фила́тов (1865 — 1930) — крестьянин, член I Государственной думы от Нижегородской губернии.

## Биография
Православный, крестьянин деревни Хреново Горбатовского уезда.
Малограмотный, самоучка. Занимался земледелием и кустарным скобяным производством. Служил управляющим на фабрике стальных изделий С. Д. Кондратова. Был членом Партии правового порядка.
В 1906 году был избран членом I Государственной думы от Нижегородской губернии. Входил во фракцию правых в 1-ю сессию, а затем в группу беспартийных.
После коллективизации оставался единоличником. К 1930 году проживал в селе Тумботино Павловского района. 18 марта 1930 года был арестован. Обвинялся по статьям 58-11-13-10, 6 мая 1930 года приговорен тройкой к ВМН и в том же месяце расстрелян.